# Diyae Jermoumi
Diyae Jermoumi (Leiden, 19 juli 2004) is een Nederlands-Marokkaans voetballer die doorgaans speelt als verdediger. Hij speelt sinds 2019 voor Ajax, uitkomend voor het belofteteam.

## Clubcarrière
Jermoumi werd in 2019 overgenomen door AFC Ajax uit de jeugdopleiding van Sparta Rotterdam. Op 17 december 2021 kreeg hij zijn eerste profcontract aangeboden. Op 10 januari 2022 mocht hij zijn debuut maken in het betaald voetbal voor Jong Ajax, tegen Jong FC Utrecht (2-0). Hij kwam in de 74e minuut in de ploeg voor Giovanni Manson Ribeiro. Vanaf het seizoen 2022/23 zou Jermoumi een vaste waarde worden in het team van Jong Ajax, maar kampte in het seizoen 2023/24 met een knieblessure. Op 3 april 2023 scoorde hij, op aangeven van Silvano Vos zijn eerste doelpunt voor de club, in een met 4-1 gewonnen wedstrijd tegen FC Dordrecht.

## Interlandcarrière
Jermoumi speelde interlands voor het Onder 20-team van Marokko.

## Statistieken
| Seizoen | Club      | Competitie     | Competitie | Competitie | Beker | Beker | Overig | Overig | Totaal | Totaal |
| Seizoen | Club      | Competitie     | Wed.       | Dlp.       | Wed.  | Dlp.  | Dlp.   | Dlp.   | Wed.   | Dlp.   |
| ------- | --------- | -------------- | ---------- | ---------- | ----- | ----- | ------ | ------ | ------ | ------ |
| 2021/22 | Jong Ajax | Eerste divisie | 1          | 0          | 0     | 0     | 0      | 0      | 1      | 0      |
| 2022/23 | Jong Ajax | Eerste divisie | 22         | 1          | 0     | 0     | 0      | 0      | 22     | 1      |
| 2023/24 | Jong Ajax | Eerste divisie | 10         | 0          | 0     | 0     | 0      | 0      | 10     | 0      |
| 2024/25 | Jong Ajax | Eerste divisie | 11         | 0          | 0     | 0     | 0      | 0      | 11     | 0      |
| Totaal  | Totaal    | Totaal         | 44         | 1          | 0     | 0     | 0      | 0      | 44     | 1      |

Bijgewerkt op 6 maart 2025.